# Ngawang Lobsang Gyatso
La-bốc-tạng Gia-mục-thố (zh. 羅卜藏嘉穆錯, bo. blo bzang rgya mtsho བློ་བཟང་རྒྱ་མཚོ་, sa. sumatisāgara), 1617-1682, là giáo chủ tông Cách-lỗ từ 1622-1682, giữ quyền cai trị Tây Tạng từ 1642-1682. Sư là Đạt-lại Lạt-ma thứ năm và có lẽ là vị nổi danh nhất: Sư vẫn còn được dân Tây Tạng tôn trọng gọi là "Đại sư thứ năm". Sư là vị Đạt-lai đầu tiên khởi xướng chế độ "Tăng lữ chính quyền" (zh. 僧侶政權, en. theocracy), nắm giữ quyền cai trị Tây Tạng. Kể từ đây, Đạt-lại Lạt-ma là người lĩnh đạo tinh thần tôn giáo cũng như chính trị tại Tây Tạng.
Thời đại của Sư là một khúc ngoặt lớn trong lịch sử Tây Tạng. Chiến tranh đẫm máu với các bộ lạc miền Tây Mông Cổ là những dấu hiệu chung cho thời đại này. Qua những cuộc tranh chấp, tông phái của Sư giành thắng lợi và từ đây, địa vị của một Đạt-lại Lạt-ma càng thêm vững chắc. Dưới sự chỉ huy của Sư, việc xây dựng điện Potala tại Lhasa được bắt đầu vào năm 1645. Từ 1650-1652, Sư nhận lời mời của hoàng đế sang Trung Quốc thuyết pháp. Trong những năm cuối đời, Sư lâm bệnh nặng. Cái chết của Sư được giữ bí mật 13 năm liền và sự việc này đã đem đến cho Tây Tạng rất nhiều hoạ nạn sau này.